# Metroul din Minsk

Metroul din Minsk  (în rusă Минский метрополитен) a fost inaugurat la 30 iunie 1984.  